# Arndt Schmöle

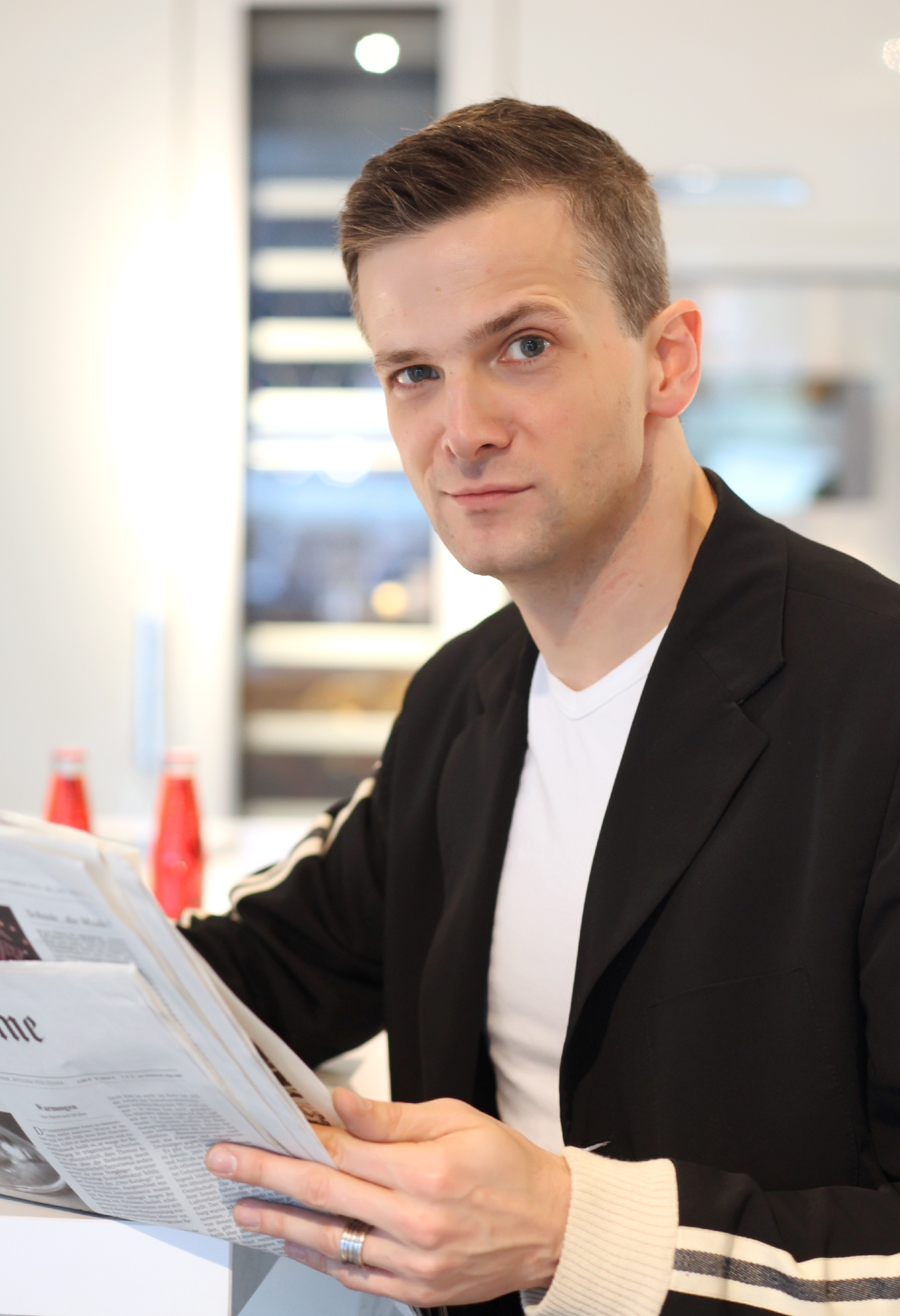
Arndt Schmöle

Arndt Schmöle (* 11. Dezember 1974 in Hannover) ist ein deutscher Moderator, Sänger, Rezitator, Off-, Hörspiel- und Synchronsprecher.

## Biografie

### Jugend, Ausbildung und Privates
Arndt Schmöle ist als Off-Stimme in Dokumentar- und Imagefilmen zu hören, ebenso wie in Hörfunk- und TV-Werbespots. Außerdem leiht er seine Stimme ausländischen Schauspielern in Kino- und Fernsehfilmen als Synchronsprecher und ist Rezitator und Interpret von symphonischen Märchen.
Seit dem Jahr 2000 ist er unter anderem für den Norddeutschen Rundfunk als Sprecher tätig für unterschiedlichste Hörfunk- oder Fernsehformate wie Trailer, Reportagen, Dokumentationen oder Porträts.
Seit 2013 ist er Bassist des deutschen Vokal-Ensembles Basta.
Nach früher stimmlicher Grundausbildung im Knabenchor Hannover, wo er auch Atem-, Stimm- und Sprecherziehung erhielt, nahm er Gesangsstunden und Schauspielunterricht. Nach dem Abitur am Goethegymnasium (Hannover) studierte Schmöle Pädagogik, Psychologie und Musik auf Lehramt, u. a. an der Hochschule für Musik und Theater und der Pädagogischen Hochschule in Hannover und begründete mit anderen Sängern die A-cappella-Ensembles „Modell Andante“ und „Vocaldente“. Im Jahr 2000 legte er das Erste Staatsexamen ab.
In den Jahren von 1997 bis 2004 wirkte er in Hannover als Schauspieler, Sprecher und Sänger in verschiedenen Produktionen des Neuen Theaters, der Landesbühne und der Niedersächsischen Staatsoper mit; dort unter anderem in der Rolle einer der Erfinder, bzw. Clowns in der ungekürzten Erstaufführung der Oper „König Hirsch“ von Hans-Werner Henze. Vorher hatte Arndt Schmöle schon von 1985 bis 1987 die Rolle eines der drei Knaben in der Mozart-Oper „Die Zauberflöte“ übernommen.

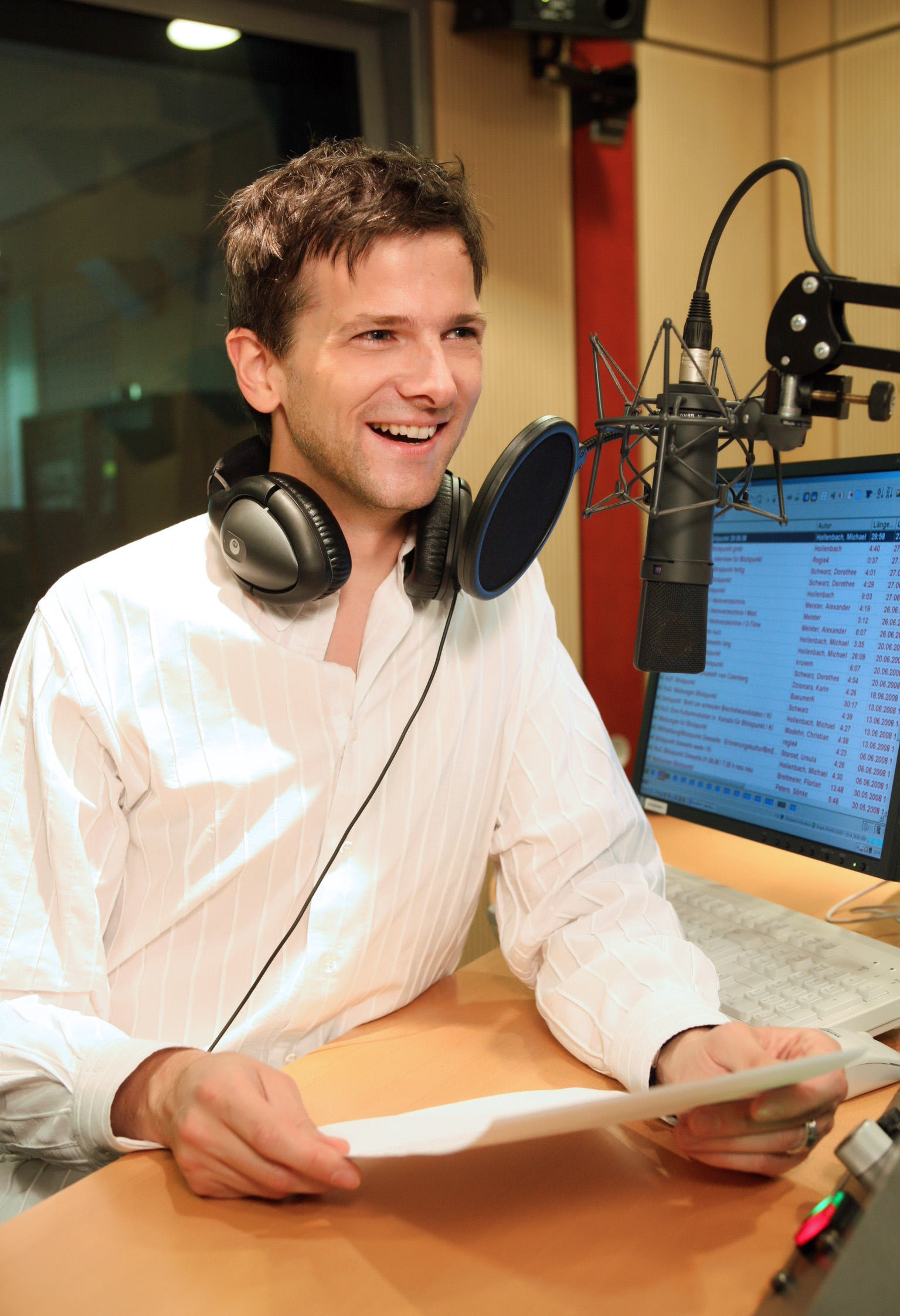
Arndt Schmöle im Aufnahmestudio

## Sprecher

### Hörspiele, Hörbücher und Computerspiele
Arndt Schmöle ist Sprecher für viele Hörbücher und ist in zahlreichen Hörspielen zu hören. Zusammen mit Tim Bergmann, Florian Lukas und Mirja Boes spielt er in der WG-Hörspielserie „Leben hoch Drei“, erschienen im Bastei Lübbe Verlag. Er spricht seit Jahren für verschiedenste Produktionen des Hörspiel-Labels Europa, wie zum Beispiel „Die drei ???“, „TKKG“ oder „Die fünf Freunde“.
Fans der „Die drei ???“ kennen ihn als Mike Watson, den Komplizen des Erzrivalen von Justus Jonas Skinny Norris aus der Folge „Der finstere Rivale“ (117). In der Fünf Freunde-Folge „Fünf Freunde und das Familienwappen“ (89) spricht er die Episodenhauptrolle, den Straßensänger Bob Linsdale. Auch in vielen „TKKG“-Folgen und anderen Produktionen unter der Regie von Heikedine Körting ist Arndt Schmöle zu hören.
In der Pilotfolge „Feeder“ der Hörspiel-Serie „Schrei der Angst“ übernimmt Arndt Schmöle neben Ernst Meincke, Martin May und Detlef Bierstedt den Part des Erzählers und ist gleichzeitig für die Erzählertexte als Autor verantwortlich. Im Online-Computerspiel „Star Wars: The Old Republic“ leiht er dem patriotischen Kampfdroiden M1-4X seine Stimme, des Weiteren übernimmt er mehrere Rollen im Third-Person-Shooter „Hitman: Absolution“.

### Symphonische oder musikalische Märchen
Als Sprecher im Bereich des Musikalischen Märchens wie auch als Moderator arbeitet Arndt Schmöle regelmäßig mit der NDR Radiophilharmonie zusammen, wie zum Beispiel 2003 im Eröffnungskonzert der Niedersächsischen Musiktage in der Komposition „Comics“ des Dänen Bent Lorentzen. Oder mit den Blechbläsern des Radio-Sinfonie-Orchester Frankfurt des Hessischen Rundfunks „hr brass“ für einen Klassiker des musikalischen Märchens: „Peter und der Wolf“. Oder mit dem Göttinger Symphonieorchester für ein Stück für Symphonieorchester und Jazzband: „Journey into Jazz“ von Gunther Schuller.
Mit den Nürnberger Symphonikern und dem Knabenchor Hannover entstand als Ersteinspielung in deutscher Sprache auf CD im Jahr 2007 das Märchen „Bruder Heinrichs Weihnachten“, zu der der englische Komponist John Rutter die Musik schrieb.

### Pädagogik und Didaktik
Für den Lese- und Lernstift „Toystick“ des Spielwarenherstellers Noris-Spiele ist Arndt Schmöle die Systemstimme. Er führt als Sprecherstimme und als Erzähler durch alle zum Toystick zugehörigen Spiele und Bücher, für die er teilweise auch als Autor verantwortlich zeichnet. Seit 2006 ist er die Feststimme für die Lehrfilme des Verkehrserziehungs- und Fahrschul-Fachverlags Degener.

### Werbung
Arndt Schmöle stellte in der Werbung seine Stimme unter anderem dem Lebensmittelkonzern Unilever zur Markteinführung des Produkts BiFi Geflügel zur Verfügung, sowie der Holsten-Brauerei, der Fluggesellschaft Germanwings und dem Telekommunikationsunternehmen Cisco.

## Auszeichnungen – Preise
Im Jahr 2010 wurde eine Produktion, bei der Arndt Schmöle als Sprecher mitwirkte, mit einem ECHO Klassik ausgezeichnet in der Kategorie „Chorwerk-Einspielung des Jahres – (Chor/Ensemblemusik 20. – 21. Jahrhundert)“: Die CD „Glaubenslieder – Neue Kantaten zum Kirchenjahr“. Hierbei übernahm er sowohl den Part des Live-Sprechers als auch das Einsprechen der zusammenfassenden Begleittexte im Studio. Im Jahr 2011 gewann dieselbe Produktion außerdem den Supersonic Award 2011 aus Luxemburg.

## Synchron – Schauspieler
Folgenden Schauspielern hat er im Deutschen unter anderem seine Stimme geliehen (Auszug):
- Joseph Gordon-Levitt
- Liam Hemsworth[12]
- Josh Lucas[13]
- Luis Guzmán
- William Houston
- Austin Nichols[14]
- Linus Roache[15]
- John Wayne

## Synchron – Serien
In folgenden Serien hat Arndt Schmöle unter anderem als Synchronsprecher mitgewirkt (Auszug):
- Limbo (DK)
- Borgen – Gefährliche Seilschaften (DK)
- Arctic Air (CDN)
- Real Humans – Echte Menschen (S)
- Big Love (US)
- Terra Nova (US)
- Hatufim – In der Hand des Feindes (IL)
- Undercover (BG)
- Vampire Diaries (US)
- Chuck (US)
- McLeods Töchter (AUS)[16]
- Schwermetall Chronicles (F/GB)